# Batalla del Paso de las Damas
La Batalla del Paso de las Damas fue un hecho militar acaecido en dicho lugar, ubicado en la provincia de Las Villas, Cuba, durante la Guerra Necesaria (1895-1898), por la independencia de Cuba.

## Contexto histórico
El mayor general cubano Serafín Sánchez, principal víctima de esta batalla, había participado anteriormente en la Guerra de los Diez Años (1868-1878) y la Guerra Chiquita (1879-1880), por la independencia de Cuba.
La Guerra Necesaria (1895-1898) supuso la continuación de las dos anteriores y el general Sánchez se incorporó de inmediato a la misma.
Hacia los últimos meses del año 1896, las fuerzas independentistas cubanas libraban la Campaña de Las Villas, en el contexto de la cual, ocurrió esta batalla, a mediados de noviembre de ese año.

## Batalla
El combate fue minuciosamente preparado por el general Sánchez en un terreno escogido por él. Los regimientos bajo su mando, compuestos por aproximadamente 800 hombres atacaron al enemigo en horas de la tarde.
Las fuerzas españolas habían sido derrotadas el día anterior por las mismas fuerzas cubanas. Ahora traían 2500 soldados bien armados y dotados de varias piezas de artillería. Estaban dirigidos por los generales Armiñán y López de Amor.
En el transcurso de la batalla, el mayor general Francisco Carrillo sufrió una fuerte contusión en el rostro y el entonces teniente coronel Enrique Loynaz del Castillo fue derribado de su caballo, el cual se le desplomó encima, causándole heridas.
Ante la falta de municiones y el empuje español, las tropas cubanas se retiraron ordenadamente.
En ese momento, una bala enemiga atravesó el cuerpo de Serafín Sánchez, del hombro derecho al izquierdo. Sus últimas palabras fueron: «¡Me han matado, eso no es nada! ¡Siga la marcha!».
Mientras la retaguardia detenía al enemigo, los cubanos transportaban el cadáver del general Sánchez a un lugar seguro. El general falleció a las 5:15 del 18 de noviembre de 1896. Fue sepultado al día siguiente.
En este combate destacó el teniente Caballería José Fariñas, del ejército español, que en una de las cargas cae desde su caballo fracturándose una pierna, volvió a montar recibiendo una herida mortal. Lucho hasta el final muriendo en aquel mismo lugar. Le fue concedida la Cruz Laureada de San Fernando.

## Consecuencias
Con esta batalla, el Ejército Mambí perdió a un importante y experimentado general, quien, junto a las muertes previas de Guillermón Moncada, Flor Crombet, José Martí y José Maceo, se sumaba a la lista de generales cubanos muertos en esta guerra, afectando sensiblemente la capacidad militar de los cubanos.